# Pete, the Pedal Polisher
Pete, the Pedal Polisher é um curta-metragem norte-americano de 1915, do gênero comédia, estrelado por Harold Lloyd.

## Elenco

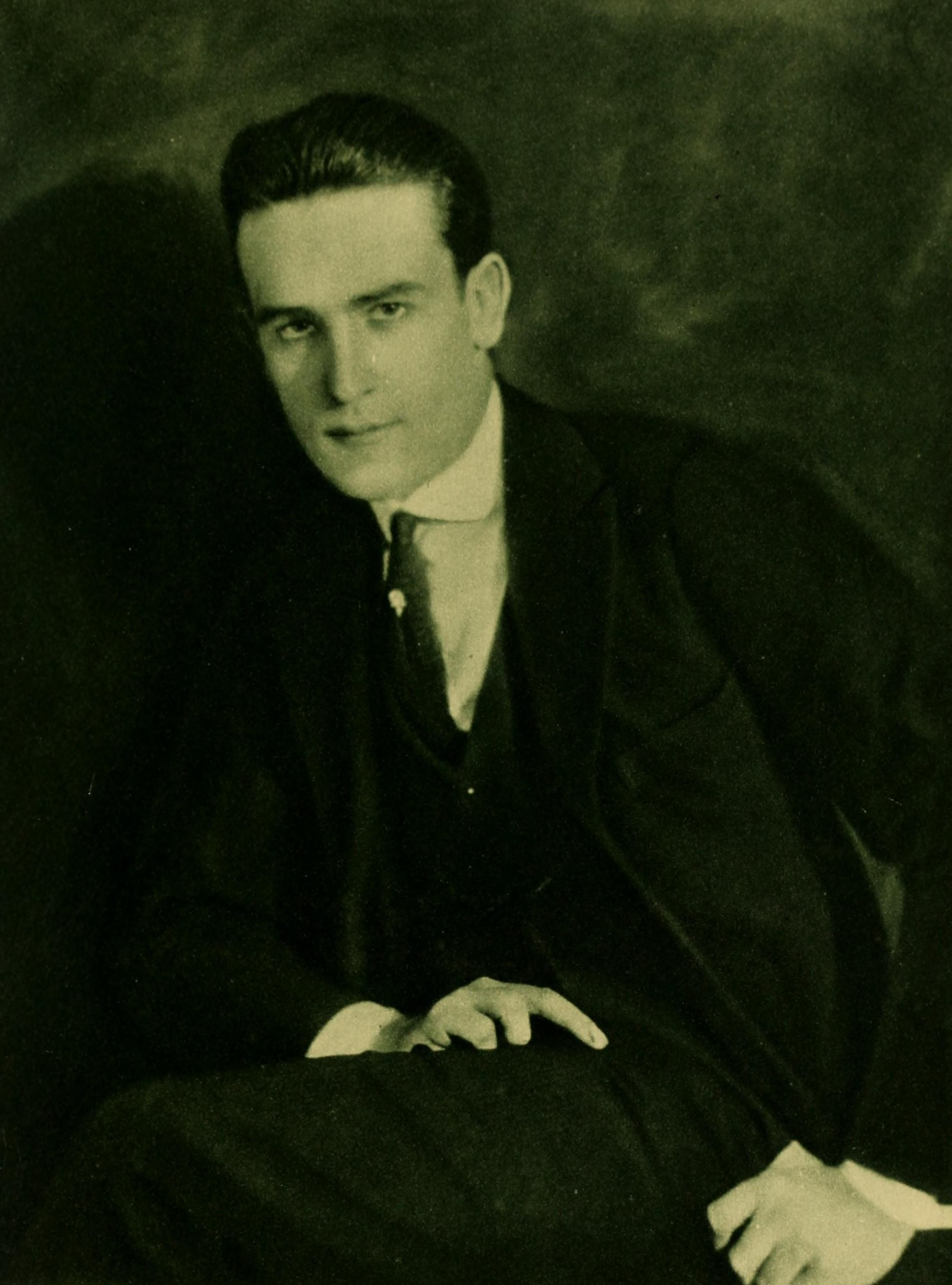
Harold Lloyd

- Harold Lloyd